# لغات الفاتيكان

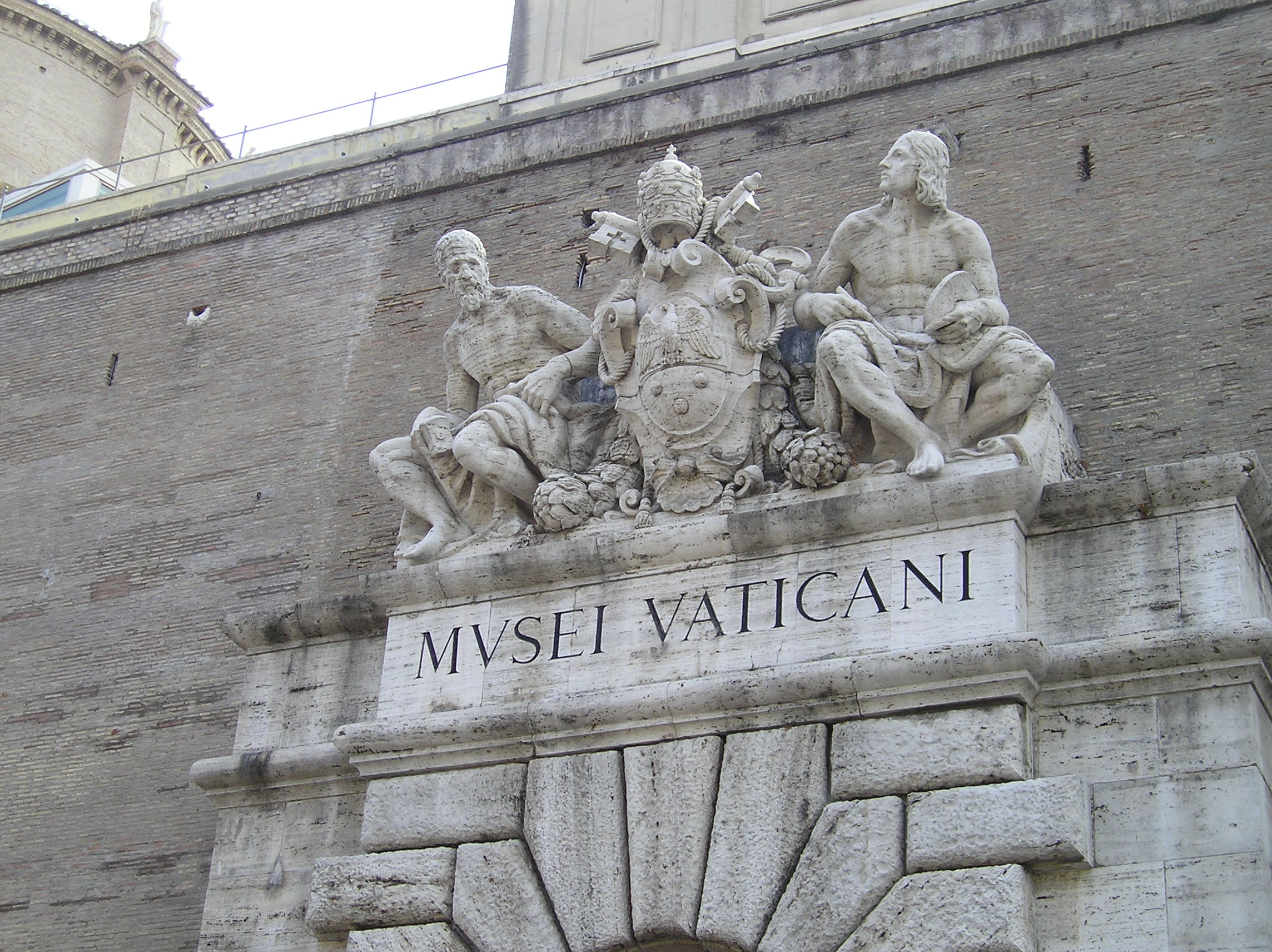

ولكونها دولة متعددة الأعراق، فقد فرض عليها بالتالي أن تكون دولة متعددة اللغات. لا تحوي القوانين المرعية في الفاتيكان، أي لغة رسمية، بيد أن اللغة اللاتينية هي اللغة الرسمية للكرسي الرسولي والتي يصدر بها جميع الوثائق والمعاهدات، وكانت قبل المجمع الفاتيكاني الثاني اللغة الرسمية للكنيسة الرومانية الكاثوليكية، ولا تزال تقام بعض الطقوس في الفاتيكان بها كقداس تنصيب البابا الجديد.
هناك استعمال كبير للغة الإيطالية بحكم الأمر الواقع، كذلك للغة الألمانية بحكم كون هذه اللغة الأكثر انتشارًا في سويسرا. تستخدم مدينة الفاتيكان لغة إنجليزية والإيطالية والفرنسية والألمانية والإسبانية واللاتينية والبرتغالية والعربية، والتي توجد على الموقع الرسمي للكرسي الرسولي.